# Еврейская мифология

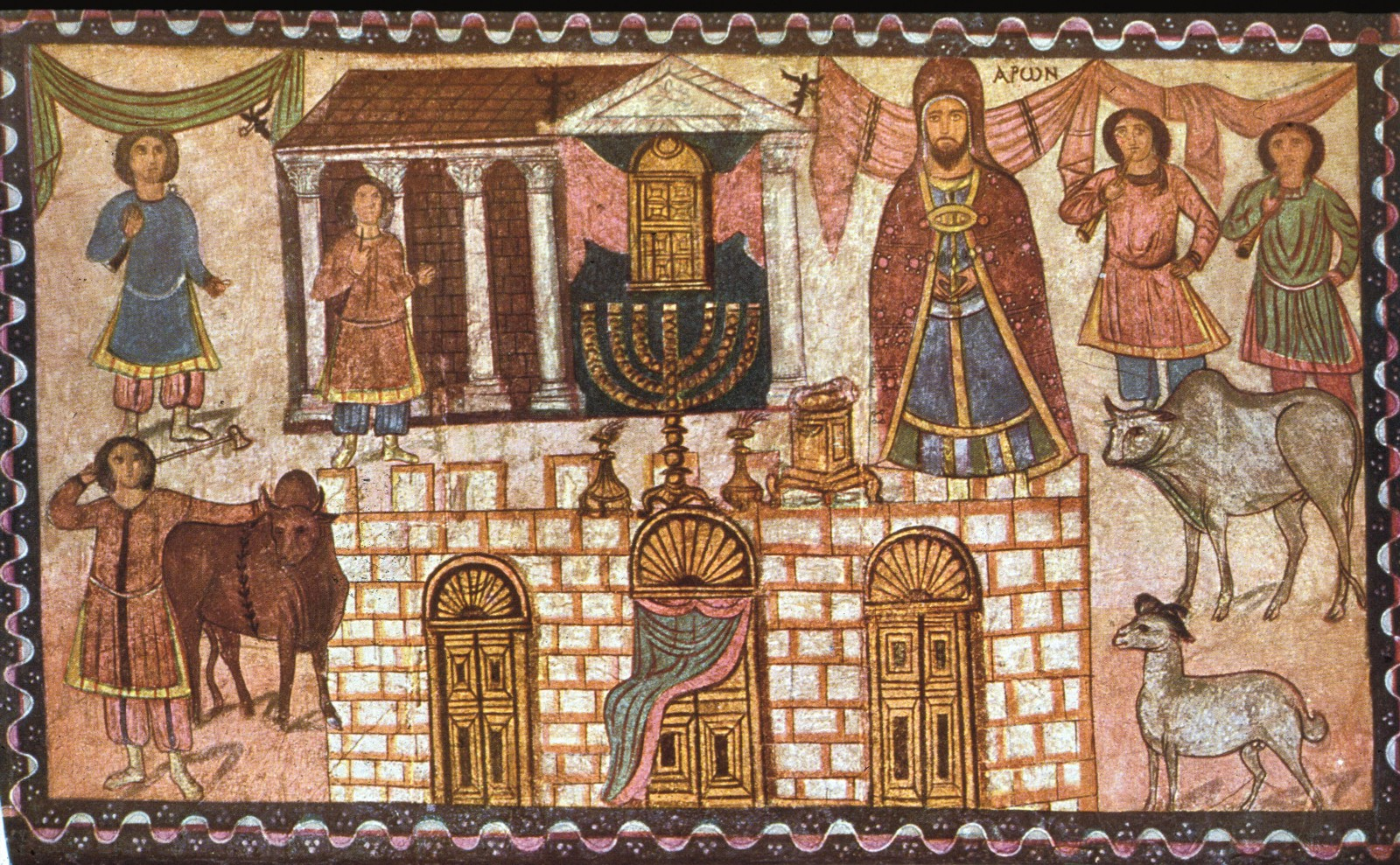
Второй Храм. Фреска из синагоги Дура-Европос, III век

Еврейская мифология, иудаистическая мифология — мифологические представления, распространённые в рамках еврейской культуры. Начала складываться в 1-м тысячелетии до н. э. у древних евреев на основе общей западносемитской мифологии.
Является основным элементом еврейского фольклора, повлиявшего на священные тексты иудаизма. Еврейская мифология оказала глубокое влияние на христианскую и мусульманскую мифологию, а также на мировую культуру в целом. В свою очередь и сама еврейская мифология в процессе своего развития подверглась влиянию мифологий других культур.

### Танах

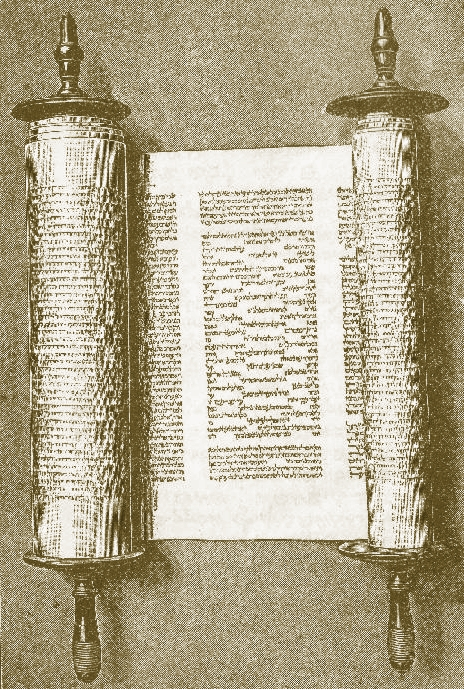
Свиток Торы

Центральным циклом источников ранней еврейской мифологии являются тексты Танаха (Ветхого Завета), сформировавшиеся в период от XIII—XII до II веков до н. э. и вобравшие в себя разнообразные тексты, включая фольклорные: сюжеты мифов, древних народных преданий, хроник, исторических документов, законодательных документов, ритуальных нарративов, победных, свадебных и иных ритуальных песнопений, религиозно-философских сочинений и др. Всё это было собрано и обработано компиляторами.
По причине такого фактора, как жанровая неоднородность библейской литературы, исторические факты и мифологизирующее изложение могут соотноситься различным образом — это и хроникальность книг Царств, и легендарные рассказы о праотцах. Однако даже в преданиях об Аврааме и его потомстве имеются исторические элементы, в том числе родового и семейного быта.
Книга Бытия содержит такие традиционные мифологические сюжеты, как сотворение мира и человека, утрата первоначального рая, потоп и др., а также предания о начале еврейской истории. Книга Псалмов и книга Иова, помимо прочего, в своей метафорике фиксируют некоторые вытесненные мифологические мотивы.

### Другие источники
Фаза развития мифологии, связанная с переходом от Античности к Средневековью, заметна в нарративах апокрифической апокалиптики, Аггады и предкаббалистической мистики. Апокалиптика акцентирует эсхатологическую тему (Апокалипсис Баруха и Четвёртая книга Ездры), в ряде случаев даёт подробные данные на космологическую тему, разрабатывает мессианское учение (в книге Еноха). Аггада развивает библейские сюжеты с помощью весьма свободно вымышленных назидательных или занимательных подробностей. Она отражена в мидрашах и таргумах, отчасти в Талмуде. Важнейший источник по средневековой мистической традиции, которая представлена в учении каббалы — литературный памятник «Зоар».
Данные археологии позволяют сопоставить библейский рассказ с источниками по древней ближневосточной мифологии.

## История
На ранней стадии своего развития еврейская мифология представляла собой переработку западносемитской мифологии в направлении развития монотеизма. Значительная часть сказаний Пятикнижия относится к протоеврейским мифам. Даже став частью Торы, они продолжали оказывать влияние на формирование народных легенд, хотя этиологические элементы мифов были вытеснены в процессе развития нормативного иудаизма.
В различные периоды истории еврейская мифология испытывала влияние таких мифологических традиций, как египетская, шумеро-аккадская и особенно иранская, в частности, зороастрийская, позднее — гностический мистицизм.

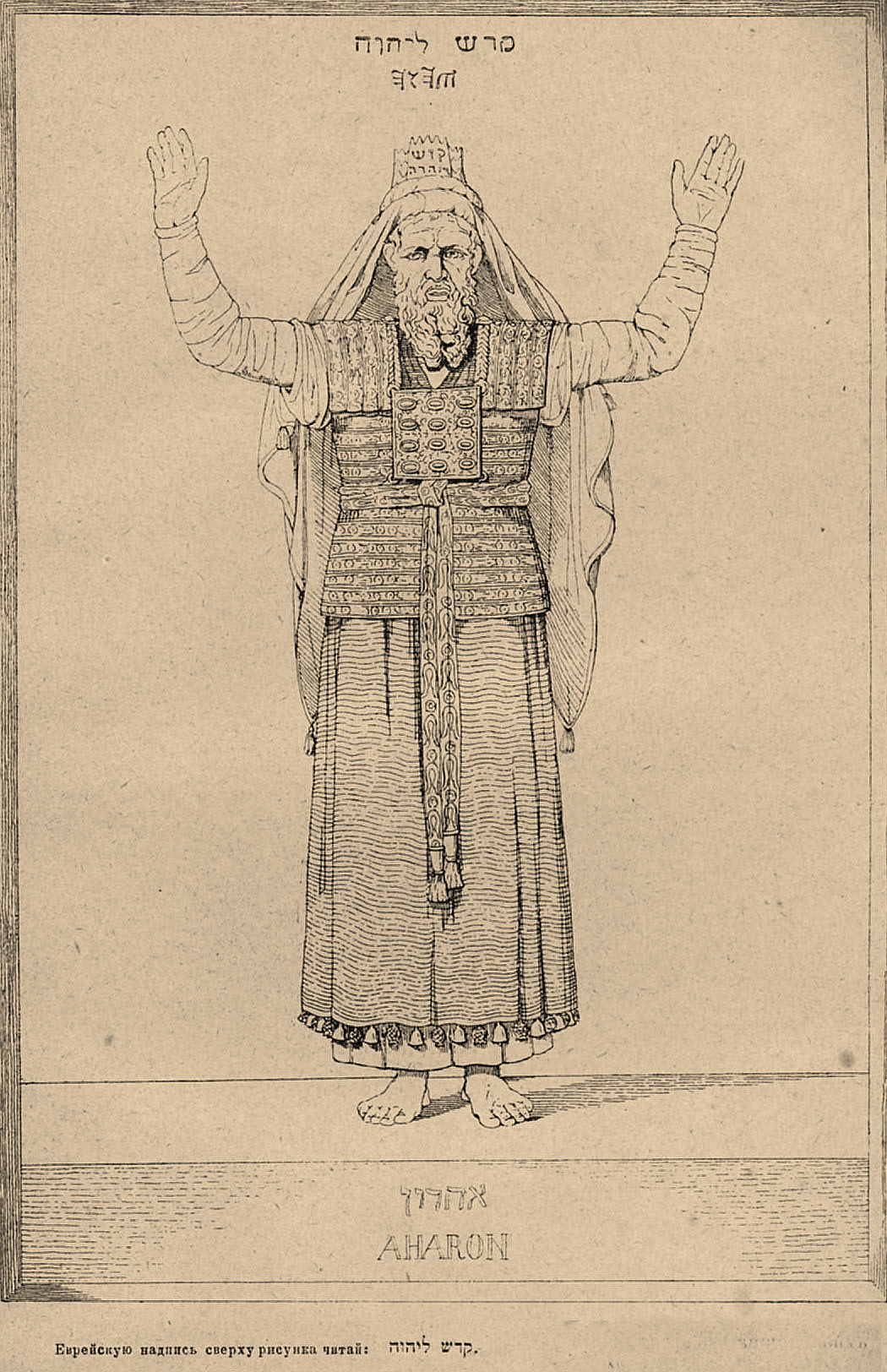
Первосвященник Аарон

В ранний период в условиях кочевого быта Яхве воспринимался как племенной бог, который шествует перед племенем, возглавляя его странствия и проводя войны. В эпоху Израильского царства культ Яхве локализуется в Иерусалиме, где для него строится Храм (X век до н. э.). В условиях, когда единое Израильское царство распадается (около 932—928 годов до н. э.), и позднее растёт угроза от Ассирии, а затем Нововавилонского царства, важнейшим фактом религиозной жизни становится пророческое движение. Пророки требовали отказа от традиционных культов и почитания каких-либо богов, кроме Яхве.
В период Вавилонского пленения (597—539 года до н. э.), когда значительная часть еврейского населения Иудейского царства насильственно была переселена в Вавилонию, а Иерусалим и Храм разрушены, учение пророков становится наиболее последовательным. Катастрофа объясняется в качестве кары, которая накладывается Яхве за неверность. Однако учение содержит и обещание возрастающих наград в дальнейшем, если верность будет проявлена. Государство, которое евреи стремятся возродить, мыслится как теократическое, а царь из рода Давидова — в качестве Мессии. Стремление к мифологизации монархической власти, свойственная восточным деспотиям, переходит в теологию Царства Божьего. Вавилонский плен и последующее присоединение Палестины к державе Ахеменидов (VI—V века до н. э.) сопровождается воздействием зороастризма, который в своей этике и в мессианских мотивах был сходен с библейской верой, включая зороастрийскую мифологию — вероятно, образы ангелов и др.
Последующее развитие еврейской мифологии происходит в условиях вхождения Палестины (с IV века до н. э.) в число земель эллинской цивилизации, сопровождавшегося отказом части еврейского общества от иудейских обычаев и принятием греческих культурных норм, и включения Иудеи в состав Римской империи (с 63 года до н. э.). В еврейской мифологии возникают мотивы мученичества, претерпевшие которое обретут награду после воскресения мертвых, присутствующие уже в книге Даниила. Ессеи, к которым принадлежала Кумранская община, такие явления, как безбрачие, аскеза и пустынножительство, рассматривали в качестве духовной подготовки к близящейся битве добра и зла. В результате неудачных попыток восстания против Римской империи в Первую Иудейскую войну Иерусалим и Второй храм (70 год) были разрушены. Еврейская диаспора, которая была рассеяна по территориям Римской и Сасанидской империй, в первую очередь общины в таких городах, как Александрия, Рим и в Месопотамии, лишилась объединяющего центра.
В послебиблейскую эпоху развитие еврейской мифологии происходило в трёх средах: раввинистическая учёная традиция Талмуда и мидрашей, полуортодоксальная или неортодоксальная мистическая традиция и народные поверья. На периферии, вне рамок собственно религии иудаизма, еврейская мифология частично утрачивает свою специфику и сближается с традиционными мифологиями.
Еврейская мистическая традиция испытала влияние таких традиций, как иранская и в особенности гностическая мифологии, а также греческая идеалистическая философия (пифагореизм, платонизм и неоплатонизм) и внеконфессиональное «тайноведение» (астрология, алхимия, физиогномика, наукообразная магия) и находилась в тесной связи с апокалиптикой. Она воспринималась негативно сторонниками ортодоксии, но определяла еврейское мировоззрение, фольклор, поверья, философию, возрождившись в рамках каббалы и близких к ней направлений.
Концепция широких устных контактов еврейской и греко-римской мифологий в эллинистическую и талмудическую эпохи является основой сравнительного подхода к изучению легенд, сохранившихся в апокрифах, псевдоэпиграфах, Талмуде и Мидраше.

## Сравнение с мифологиями других культур

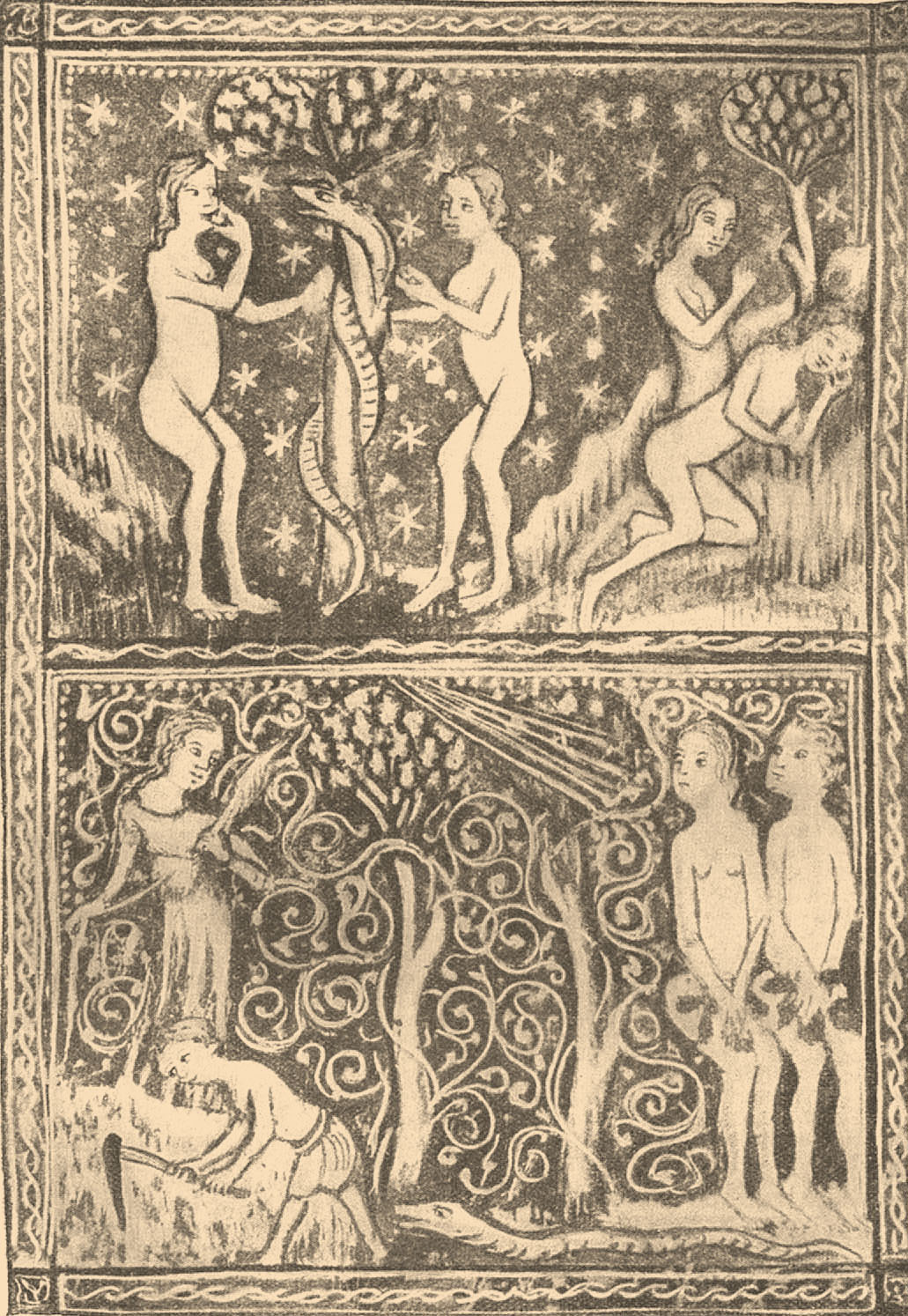
Адам и Ева. «Сераевская Аггада», XIV век

Большая часть центральных тем и мотивов еврейской мифологии имеют соответствия в мифологиях различных народов мира, прежде всего в ближневосточных — западносемитской и шумеро-аккадской, а также отчасти египетской, хеттской, других народов Средиземноморья и др.
Среди библейских сказаний по содержанию различаются космогонические, топонимические, этнографические, исторические и героические.
Ветхозаветный рассказ о шести днях творения в функциональном плане может сопоставляться с другими космогоническими мифами. Во многих из них выступает демиург — творец и упорядочиватель вещей. Представление об исходном состоянии мира как водного хаоса (Быт. 1:2) имеет аккадские параллели (Тиамат). В различных мифологиях присутствуют мотивы райского начала истории человечества, золотого века, который был нарушен в результате прихода в мир зла (в Библии грехопадение), блаженного места на земле, подобного острову Тильмун в шумеро-аккадской традиции (в Библии Эдем), мирового древа (которое намечено в библейском повествовании двумя вариантами — в качестве древа жизни и древа познания добра и зла). Много параллелей имеет мотив потопа, существенный в месопотамских и частично в восточносредиземноморских традициях. Ной частично соответствует шумеро-аккадскому Зиусудре (Ут-напишти), греческому Девкалиону и др. Общими являются такие мотивы, как предупреждение от божества, строительство ковчега, отправка на разведку птиц, жертвоприношения по окончании потопа. В библейских преданиях прослеживается модификация близнечных мифов (Авель и Каин, Иаков и Исав). Имеются персонажи, обычные для других мифологий: родоначальники (человеческого рода, включая Адама и Ноя; групп народов, включая Сима, Хама и Иафета; отдельных народов, включая Измаила, Исава; все прародители еврейского народа — Авраам и его потомки; предки племён, включая двенадцать сыновей Иакова; социальных групп, включая Аарона, прародителя коэнов), иногда эпонимы (включая Иавана, сына Иафета — предка ионийцев, Ханаана, сына Хама, и Аморрея, сына Ханаана — родоначальников ханаанейцев и амореев, Элама, Ассура и Арама, сыновей Сима — родоначальников эламитов, ассирийцев и арамейцев и т. д.). Присутствуют предания, носящие этиологический характер. Например, повествование о борьбе Иакова с Богом может служить объяснением: этнонима Израиль, топонима Пенуэл и запрета употребления «жилы, которая в составе бедра» (Быт. 32:24—32). Большое число прибавлений к повествованиям толкуют, как правило, в русле народной этимологии, топонимику и ономастику, которая стала непонятной.

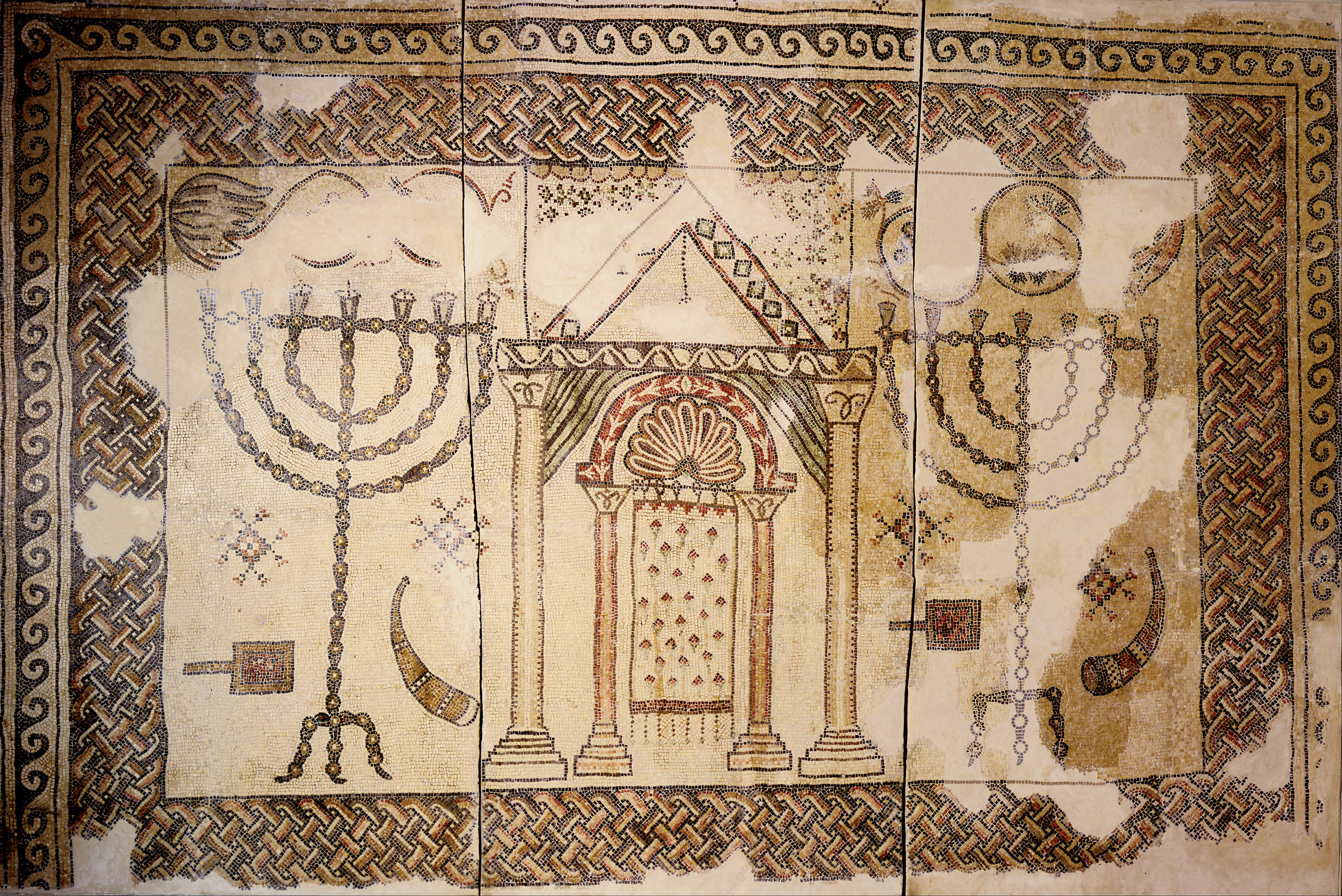
Менорот и ковчег Торы. Мозаика из синагоги V—VII века

В то же время еврейская мифология имеет существенные отличия от многих других мифологических систем. Прежде всего, в отличие от большинства других мифологий, она представляет собой не столько мифологию священного космоса, сколько мифологию истории народа. На первый план выдвигается не космогонический, а исторический аспект. Даже предания о патриархах, сближающиеся по стилистике с легендой, отражают историческую связь древнееврейских племён с другими народами Ближнего Востока. К героическому эпосу с фольклорными истоками относятся предания о коленах Израилевых, Моисее, Иисусе Навине, Деворе, Самсоне, Давиде и Соломоне. В них варьируется доля традиционных сюжетных схем и устойчивых словесных формул («общих мест»), они сочетают память об историческом прошлом с мотивами мирового богатырского эпоса.
В шумеро-аккадской мифологии также развиты мотивы водного хаоса как исходного состояния мира, изгнания из рая, потопа и др., но в Библии эти мифологические элементы подчинены идее правосудного гнева Бога и концепции монотеизма.
Библейское повествование на тему сотворения мира имеет отличия от сюжетов в иных космогонических мифах, будучи лишённым таких мотивов, как демиургический брак и демиургическая битва (например, аккадское повествование о борьбе между Мардуком и Тиамат). На «бездне» (ивр. תְהוֹם‎, tehom), «в начале» времён лежала тьма (Быт. 1:2); её наименование является созвучным с Тиамат, но отличается от последней, она безо́бразна, безымянна, безлична и пассивна. Яхве не имеет антагониста. Противоречивость бытия возводятся к Богу: «Создающий свет и творящий тьму, делающий мир и производящий бедствия — я, Господь, делающий все это» (Ис. 45:7). Ближайшей аналогией библейского сотворения мира является суверенное изрекание законов законодателем.
В Библии присутствует мотив появления героев в результате соития «сыновей Божиих» и «дочерей человеческих» (Быт. 6:1—4). Так были рождены герои греческой традиции (Геракл, Минос, Тесей и др.) и других сходных мифологиях (включая Ромула и Рема, Сервия Туллия, Кухулина). Здесь полубожественность великих воинов и родоначальников династий является предметом преклонения. Библия также повествует о том, что «исполины» и «мужи славы издревле» появлялись от неземных сношений, но для неё блуд ангельских существ и земных женщин, как и появление исполинов, — события недолжные, ставшие причиной «развращения человеков на земле» (Быт. 6:5).
В повествовании о грехопадении присутствует представление о табу, с нарушением которого связывается утрата первоначальной гармонии, которое обозначено весьма чётко, для чего освобождено от деталей, миф приближен к притче.
В шумеро-аккадском мифе о потопе бедствие вызывает шум людей, мешавших сну богов. Эпос о Гильгамеше повествует, что боги не смогли прийти к договорённости, при потопе они дрожат как псы, а затем слетелись на запах, произведённый жертвоприношением Ут-напишти, как мухи. Библейское повествование тематически иное. Правосудный гнев Яхве наказывает «развращение человеков на земле», но праведник Ной был спасён Богом.
В числе центральных тем еврейской мифологии имеются и специфические. Примером является тема Исхода из Египта. В мифологиях других культур могут присутствовать рассказы о том, как бог оказал помощь своему народу, но эти рассказы не становятся главным критерием понимания сущности божества, не становятся и основным символом, чтобы выразить сущность верующего. Исход становится осуществлением завета (ивр. בּרִית‎, berith — «союз», «договор») Яхве и его народа.
Теме завета в Библии подчинены все иные темы и мотивы. Вся история мироздания, человечества и народа истолкована в духе «завета». При этом Библия развивает более ранние представления ближневосточных мифологий о союзе-завете.

## Бог

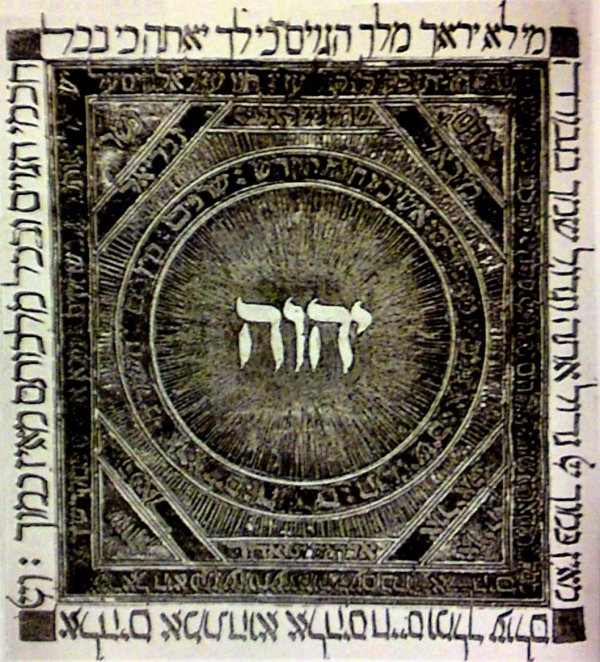
Тетраграмматон, 1385

Если каждый бог Египта, Месопотамии и Ханаана имел свою «биографию» (историю происхождения, браки, подвиги, победы и страдания), то у Яхве ничего этого нет. В одном из мидрашей фараон задаёт вопросы про Яхве: он молодой или старый, сколько городов побеждены им? Смысл рассказа заключается в неприменимости таких вопросов к Богу. Яхве не имеет и портрета. В реминисценциях известен западносемитский (угаритский) образ бога-громовника (Алиййану-Балу), представлявшегося как наездник туч («Шествующий на небесах»), но для еврейской мифологии специфично другое понимание Бога: «…говорил Господь к вам из среды огня; глас слов вы слышали, но образа не видели, а только глас; …твёрдо держите в душах ваших, что вы не видели никакого образа в тот день, когда говорил к вам Яхве на Хориве из среды огня, — дабы вы не развратились и не сделали себе изваяний» (Втор. 4:12 и 15—16). Отвергаются как наглядность обычного мифа, так и овеществляющий эту наглядность «кумир». Образы Яхве и его ангелов в Библии связаны со стихиями ветра и огня, но это Бог, «не вмещаемый небом и землёй» (2Пар. 6:18 и др.).
Яхве требует от своих избранников, чтобы они, при общении с ним, в первую очередь «выходили» к неизвестности оттуда, где они укоренились. Это происходит с Авраамом, а потом со всеми евреями, которые направляются к Исходу из Египта. Призванность, нередко мучительная, постигающая в других религиях шаманов и прорицателей, в иудаизме становится парадигмой судьбы пророков и евреев в целом. Поскольку Бог не имеет партнёров (друга, антагониста или супруги), его партнёром становится человек или совокупность людей. Человек становится партнёром завета (договора) с Богом, «другом» Бога (традиционный эпитет Авраама), его «домочадцем», дружинником, обязующимся прийти «на помощь» (Суд. 5:23), вести под предводительством Бога войны (в Чис. 21:14 упоминается утраченный источник Книга войн Яхве). Как отступник «завета» человек становится «антагонистом» Яхве. Община в целом метафорически представлена в отношении Яхве его «супругой» (напр., Иер. 1:2, 3:1—20; Иез. 16:3—63 и др.). Поэтому Яхве, имея грозную внемирность, ближе к людям, чем антропоморфные языческие боги. Он ревниво требует от человека любви (ср., например, Нав. 22:5). Яхве избирает народ по свободному произволению, в отличие от других мифологий: Мардук выступает за вавилонян, Амон — за фивян и в целом за египтян, Афина — за афинян и в совокупности за греков, но не по той причине, что эти народы были избраны соответствующими богами, а из-за природной соотнесённости. Выбор Богом людей, принимающих завет, имеет своим следствием мистический историзм еврейской традиции.
Потусторонности и запредельности Бога в иудаизме и центральной части еврейской мифологии, на периферии мифологии противопоставляется его «посюстороннее» присутствие. Оно не только материализуется, но и отделяется от него и становится объектом теургических либо в целом магических действий. Это присутствие, Шхина, рассматривается каббалистами как женская ипостась самого Яхве. Разлучённая с ним в мучительном космическом изгнании, она воссоединится с ним в эсхатологическом избавлении. Здесь прослеживается гностико-манихейский мотив.
«Заповедное имя» Бога иногда отождествлялось с тетраграмматоном, представляющим собой табуированное имя «Яхве», впоследствии забытое. Его могли представлять и как иное, неведомое речение. «Заповедное имя» Яхве представляет собой устойчивый мотив. Ещё в египетской мифологии имелись представления о том, что знание божественного имени может наделить магической властью над божеством. Несмотря на то, что магические операции с божественным именем были под запретом ещё согласно книге Исхода (20:7), они широко распространились на исходе Античности и стояли в центре еврейских народных поверий в Средневековье и в более позднее время. Этой мифологемой возобновлялось языческое представление о власти смертного над божеством. Овладев именем, можно овладеть и прерогативой Бога — способностью созидать живое. «Заповедное имя», которое начертано на лбу глиняного голема, животворит его, подобно тому, как Бог оживил созданного из глины Адама. Еврейский «чудотворец», отчасти святой, отчасти мастер своего рода белой магии, каким его изображают рассказы о каббалистах и хасидских цадиках, назывался Бааль Шем — «хозяин имени» (ср. прозвище Бешт основателя хасидизма, XVIII век).

## Космология

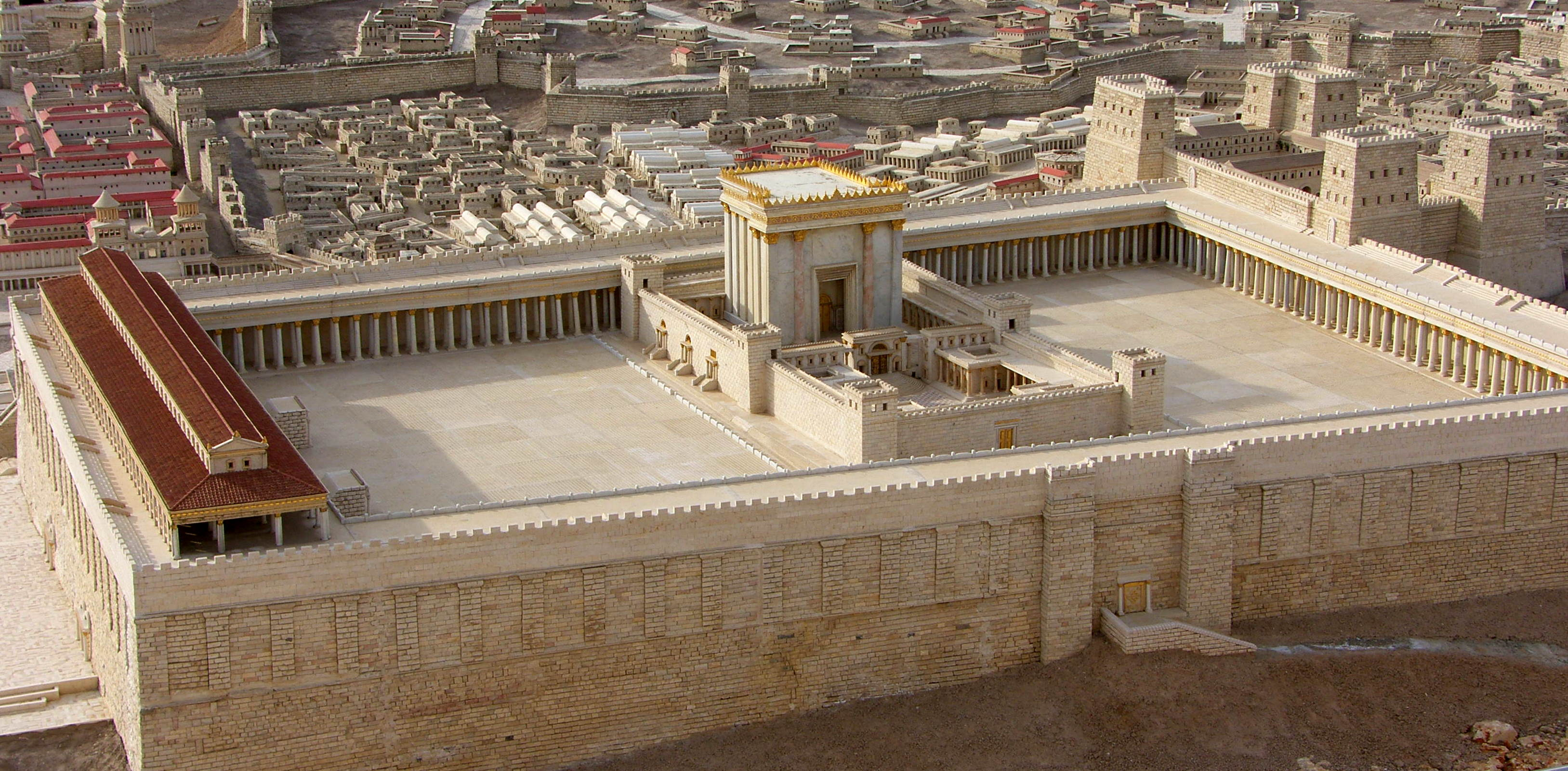
Макет-реконструкция Второго Храма

Космология детализируется в послебиблейских текстах.
Серединой мира в еврейской мифологии выступает Иерусалим, а именно место, на котором располагался Храм. В Талмуде Камень Основания (или Краеугольный камень) Храмовой горы, на котором находился Храм, считается краеугольным камнем мироздания, поскольку именно с него Бог начал сотворение мира.
Периферийная мифология развивала также понятие слава Божья, самообнаружение, самораскрытие сокровенного Бога. Отправной точкой здесь было начало книги Иезекииля, в которой описана меркава, престол-колесница Яхве, ставшая популярным символом таинственного мира славы. Мифология выделила различные уровни, сферы или духовные пространства славы. Мистическая литература поздней Античности и раннего Средневековья, так называемая литература Хейхалот (ивр. הֵיכָלוֹת‎, хейхалот, хехалот — «чертогов»), описывает небесный дворец или семь дворцов, имеющие бесконечные переходы из одних залов или покоев (хейхалот) в другие. На пороге стоит стража, которая проверяет достоинство проходящего. Эти образы навеял придворный быт сасанидского Ирана, Византии, арабского Халифата и др.

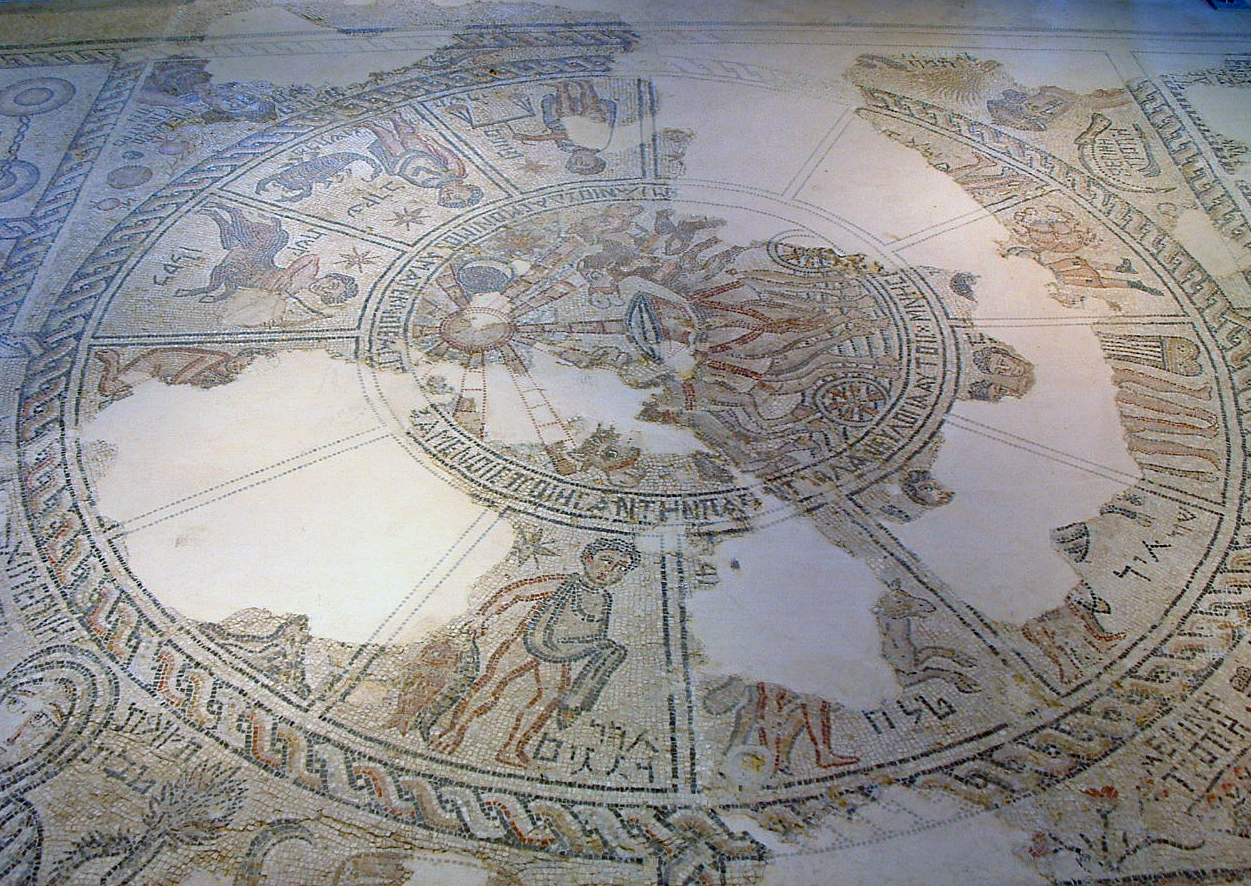
Зодиакальный круг, содержащий названия знаков зодиака и месяцев еврейского календаря. Синагога Ципори VI век

Другой способ классификации — выделение десяти сфирот, аналогичных эонам внутри плеромы в гностицизме, особенно характерен для каббалы. Уже трактат «Сефер Йецира» («Книга творения», начало н. э.) это понятие соединил с доктриной космического смысла 22 букв еврейского алфавита: 10 и 22 дают «32 сокровенных пути премудрости» (София), из которых Бог строил всё сущее.
Еврейская мифология придаёт каждой букве еврейского алфавита троякий смысл — в таких сферах, как мир людей, мир звёзд и планет, ритм времён года. Тора как написанный текст становится космической парадигмой. Разделение ступеней славы переходит в космологию. Так, представление о семи дворцах небес и мистическому маршруту души, которая восходит к Богу, соответствует более материальная идея семи небес, имеющих каждое зафиксированную «хозяйственную» функцию: Вилон — занавес над солнцем, который то поднимается, то опускается, Ракиа — твердь, на которую крепится солнце, Маком — «вместилище», кладовая града, дождя, снега и тумана, и др. На седьмом небе ждут, чтобы воплотиться, души нерождённых. Представление о предсуществовании человеческих душ, которые соединяются с телом при зачатии или после, присутствует в иудаизме, но дополняется у мистиков чужими иудаизму представлениями о перевоплощениях душ.

## Эсхатология

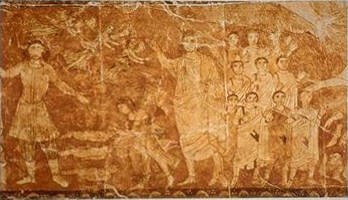
Воскресение мёртвых. Фреска из синагоги Дура-Европос, III век

В ветхозаветный период еврейская мифология почти не проявляла интереса к персональной эсхатологии. Загробную участь традиция понимала в качестве полунебытия в шеоле, где отсутствуют радости и острые мучения (как представление об Аиде согласно Гомеру), как окончательную отлучённость от Бога (Пс. 6, 6; 87/88, 11 и др.). В эллинистическую эпоху возникает представление, ещё долго вызывавшее споры иудейских теологов, о воскрешении мёртвых и суде над ними, в результате которого праведных возьмут в царство Мессии, а грешных отвергнут. Здесь, тем не менее, не имелся ввиду рай или ад, где пребывает отрешённая от тела душа, а преображение всего мира, блаженство или погибель для души, которая воссоединилась с телом. Впоследствии, под влиянием христианства и ислама, внимание переносится на скорую участь души после смерти, которая отходит или к престолу Господнему, или идёт в ад, однако идея Страшного суда конца времён сохраняется. Система адских наказаний, в деталях совершенно чуждая Библии и слабо разработанная в талмудическо-мидрашистской литературе, была в полной мере развёрнута только в конце Средневековья («Розга наставления»).
Р. Зейнер, исследователь восточных религий, писал о прямом влиянии зороастризма на еврейские эсхатологические мифы, особенно на концепцию воскрешения мёртвых с наградой для праведников и наказанием для грешников. По мнению Джозефа Кэмпбелла, из зороастризма заимствована еврейская идея линейной истории. Согласно зороастризму, нынешний мир испорчен и должен быть улучшен действиями человека. Мирча Элиаде отмечал, что еврейская мифология рассматривает исторические события как эпизоды непрерывного Божественного откровения. Причём эти события не являются повторением друг друга. Каждое из них представляет собой новое деяние Бога. Элиаде считал, что евреи имели концепцию линейного времени ещё до их контакта с зороастризмом, но соглашался с Зейнером, что зороастризм повлиял на еврейскую эсхатологию. Согласно Элиаде, заимствованные элементы включают этический дуализм, миф о Мессии и «оптимистическую эсхатологию, провозглашающую конечный триумф добра».

## Мессия

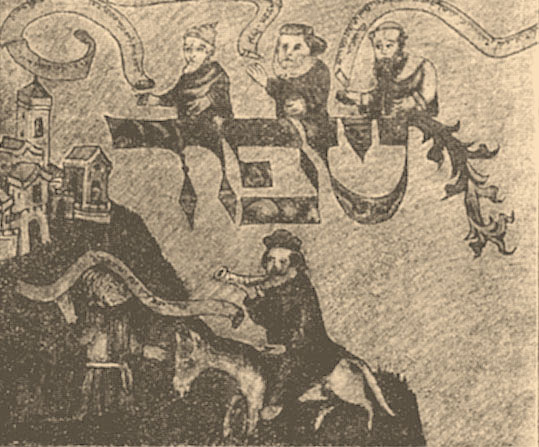
Пророк Илия возвещает пришествие Мессии. Раскрашенный махзор из Франкфурта-на-Майне

Послебиблейские образы Мессии (Машиаха) и мессианского времени повлияли на исламские представления о Махди, сокрытом имаме шиитов и др. В Средние века, как и в эпоху Вавилонского плена, идея «изгнания» (галута), который преодолевается в эсхатологической перспективе, стал главной религиозно-мировоззренческой категорией. С талмудической эпохи циркулировали слухи о локализуемой в различных местах праведной стране, где на берегах реки Самбатион, независимые и соблюдающие древнюю чистоту веры и обычая, проживают потомки потерянных колен Израилевых. Эта страна предвосхищала мессианское время. Мифологизации подвергаются образы Земли Израильской и Иерусалима, которые теперь представляют собой земные эквиваленты и соответствия горнего мира славы.

## Ангелы и демоны

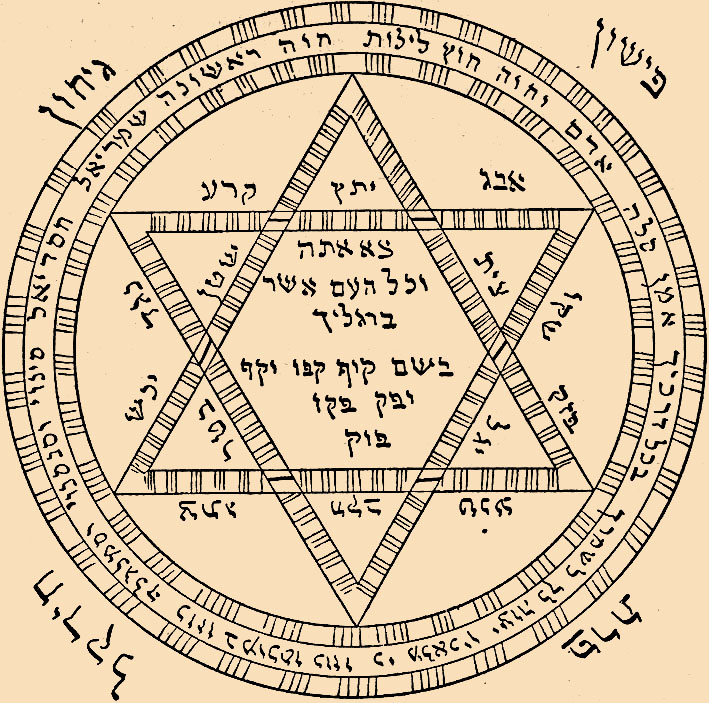
Амулет для ограждения роженицы и ребёнка от волшебных чар, дурного глаза и влияний демонов

Слава Божья персонифицируется в ангелах. В послебиблейский период происходит детализация представлений об ангелах: имена, которые отчасти использовались в магических целях, к примеру, на амулетах; идея субстанции света или образы такой стихии, как огненная, вихревая и водная, из которой ангелы сотворены, и др. Талмуд описывает могущество ангелов, но предостерегает от смешения их с Богом. Ангелам противостоят смутные образы демонических существ: Асмодей, женские демоны — Лилит, Аграт бат Махлат, Наама и др., которые представлены соблазнительными для мужчин и губительными в отношении рожениц и младенцев и т. п. (в греческой мифологии ту же роль играла Ламия); болезнетворные духи особых недугов: Шаврири, Руах Церада, Бен Темальйон и др. Еврейские представления об ангелах и демонах ближе всего к образам зороастрийской мифологии: семь архангелов — семь амеша спента, Сатана — Ангро-Майнью и др. Раввинистическая традиция негативно относится к образам этих существ, но в бытовой среде страх перед ними был распространён. Так, от 17 таммуза до 9 ава нужно было бояться встречи с Кетевом Мерири — демоном с головой телёнка, у которого были вращающиеся рога и единственный глаз в груди.

## Этиологические сказания
Многие сравнительно поздние еврейские этиологические сказания представляют собой осколки древних мифов. Большинство из них «узаконивают» недавно возникшие или заимствованные обычаи, с целью чего подчёркивается их древнее происхождение. Согласно одному из мидрашей обычай смотреть на ногти во время церемонии авдалы связывается с Адамом, который, как утверждается, обладал почти Божественной мудростью и принёс с небес на землю огонь и свет. Это сказание имеет очевидное сходство с древнегреческим мифом о Прометее и другими мифами о похищении огня.
Большинство распространённых еврейских этиологических сказаний, которые объясняют происхождение необычных явлений или укоренившихся обычаев и не имеют освящённого законом объяснения в письменных источниках, представляют собой разработку библейского эпоса, опиравшегося на универсальные мифологические архетипы. Это явление имеет место и в европейском фольклоре. Так, оригинальный сюжет Мидраша (Танх., Моах 13; Быт. Р. 36:3—4) о Ное, насадившем виноградник с помощью Сатаны, в европейском фольклоре трансформируется в типичную этиологическую сказку, объясняющую свойства вина. Четыре отличительные черты вина и пьяного человека восходят к характерным особенностям четырёх животных, которых Сатана принёс в жертву при насаждении виноградника: ягнёнка, льва, обезьяны и свиньи. Как в еврейских, так и в нееврейских вариантах сюжета некоторые из этих животных заменены павлином, козлом и т. д. Однако если большинство нееврейских изводов этого сказания носят не дидактический, а чисто этиологический характер, то в еврейских версиях на первый план выступает нравоучительная идея — суровое осуждение пьянства как истока всех пороков, разрушающих человека, благодаря чему сказание приближается к поэтике притчи.

## Связь с ритуалом
В Ветхом Завете заметны следы взаимодействия обрядности и мифологии. По мнению ряда библеистов, особенно Ю. Велльгаузена, многие повествовательные сюжеты Библии первоначально представляли собой обоснование каких-либо древних обрядовых действий. Так, рассказ о жертвоприношении Авраамом своего сына Исаака, которое в последний момент было отменено Богом (Быт. 22:1—18), не может рассматриваться как реминисценция действительно существовавшего института человеческих жертвоприношений, а является мифологическим обоснованием ритуала посвящения божеству «первородных» сыновей, что было в свою очередь символической трансформации ещё более древнего ритуала инициации мальчиков. Связь обряд — миф отразилась также в обычае обрезания мальчиков. В книге Бытия введение этого древнего обычая, происхождение которого было забыто, объяснено прямым повелением Бога Аврааму (Быт. 17:10, 11 и др.) и представлено как знак заключения народом завета (договора) с Яхве. Этот обычай стал своего рода этноразличительным признаком. Мифологическое обоснование получил в Библии также древний скотоводческий обычай вкушения весной мяса ягнёнка. Его установление связано с рассказом об освобождении евреев от египетского рабства (Исх. 12:3—28). Рассказ о законодательстве Моисея, его встречах с Богом на горе Синай (Исх. 3 и др.) представляет собой мифологическое истолкование и кодификацию древних и более поздних обрядовых предписаний и запретов, которым следовали еврейские племена частью ещё в кочевой период, частью в ханаанскую эпоху.